# Peter Kappelhoff
Peter Kappelhoff (* 1944) ist ein deutscher Soziologe.

## Leben
Nach der Promotion zum Dr. rer. pol. in Köln 1976 war er Assistent in Kiel. Nach der Habilitation an der Universität Kiel 1988 wurde er Professor für Methoden der empirischen Wirtschafts- und Sozialforschung in Wuppertal.

## Schriften (Auswahl)
- Die Bestimmung und Charakterisierung primärer Umwelten mit Hilfe soziometrischer Daten im Rahmen eines Mehrebenenmodells. Köln 1976, OCLC 163662722.
- Evaluation von Verfahren zur Blockmodellanalyse. Methoden und erste Ergebnisse. Kiel 1987, OCLC 613221729.
- Die Bedeutung der Lebensverlaufsforschung für die Untersuchung der Erwerbstätigkeit von Frauen. Kiel 1989, OCLC 75158016.
- Soziale Tauschsysteme. Strukturelle und dynamische Erweiterungen des Marktmodells. München 1993, ISBN 3-486-55948-6.